# King's Singers
King's Singers är en brittisk vokalgrupp som nästan uteslutande sjunger a cappella. Gruppen bildades 1968 av sex medlemmar i kören vid King's College i Cambridge, därav namnet.

## Historik
Gruppen har alltid bestått av sex sångare, men medlemmarna hat skiftat genom åren och ingen från den ursprungliga besättningen är kvar.
Dessa var:
- Nigel Perrin (countertenor 1)
- Alastair Hume (countertenor 2)
- Alastair Thompson (tenor)
- Anthony Holt (baryton 1)
- Simon Carrington (baryton 2)
- Brian Kay (bas)

Den nuvarande gruppen består av (startår inom parentes):
- Patrick Dunachie (countertenor 1) – (2016)
- Edward Button (countertenor 2) – (2019)
- Julian Gregory (tenor) – (2014)
- Christopher Bruerton (baryton 1) – (2012)
- Nick Ashby (baryton 2) – (2019)
- Jonathan Howard (bas) – (2010)

## Diskografi
| Skivtitel                                        | Utgivningsår | Medverkande instrumentalister eller gäster                               | Antal a cappella-spår | Antal spår |
| ------------------------------------------------ | ------------ | ------------------------------------------------------------------------ | --------------------- | ---------- |
| 1605: Treason and Dischord                       | 2005         | Concordia Viol Consort and Sarah Baldock (orgael)                        | 7                     | 15         |
| À la Française                                   | 1990         | Scottish Chamber Orchestra, Carl Davis                                   |                       |            |
| All at Once Well Met                             | 1987         | Lute and Tabor                                                           | 29                    | 35         |
| America                                          | 1989, 2006   | English Chamber Orchestra                                                | 0                     | 10         |
| Annie Laurie                                     | 1993         | Gitarr, flöjt, piccolo                                                   | 7                     | 18         |
| The Beatles Connection                           | 1986         |                                                                          | 19                    | 19         |
| Capella (samlingsalbum)                          | 2003         |                                                                          |                       | 41         |
| Captain Noah and His Floating Zoo; Holy Moses    | 1972, 2006   | Trummor: Alf Bigden, keyboard: Steve Gray, bas: Brian Odges (Holy Moses) | 0                     | 18         |
| Chanson d'amour                                  | 1993         |                                                                          | 11                    | 21         |
| Circle of Life                                   | 1997         | Metrapole Orkest                                                         | 3                     | 12         |
| Colouring Book                                   | 2005         |                                                                          |                       | 18         |
| Christmas                                        | 2003         | Stråkkvartett och trummor                                                | 23                    | 25         |
| Deck the Hall - Songs for Christmas              | 1991         |                                                                          | 15                    | 15         |
| English Renaissance                              | 1995         |                                                                          | 20                    | 20         |
| Fire~Water                                       | 2000         | Andrew Lawrence-King, The Harp Consort                                   |                       | 17         |
| Gesualdo: Tenebrae Responses for Maundy Thursday | 2004         |                                                                          | 14                    | 14         |
| The Golden Age - Siglo de Oro                    | 2008         | Keith McGowan                                                            |                       | 10         |
| Good Vibrations                                  | 1993         |                                                                          | 13                    | 13         |
| Here's a Howdy Do!                               | 1993         | Ljudeffekter, orgel, piano, kontrabas, trummor                           | 11                    | 15         |
| De Janequin aux Beatles (samlingsalbum)          | 1999         | Various                                                                  |                       | 55         |
| Kid's Stuff                                      | 1986, 2000   | Judi Dench, blandade                                                     |                       | 14         |
| The King's Singers Original Debut Recording      | 1971, 1994   | The Gordon Langford Trio                                                 | 5                     | 13         |
| György Ligeti Edition, Vol. 4 (Vocal Works)      | 1997         |                                                                          |                       |            |
| Landscape & Time                                 | 2006         |                                                                          | 11                    | 11         |
| A Little Christmas Music                         | 1989         | Kiri Te Kanawa, City of London Sinfonia                                  | 7                     | 20         |
| Madrigal History Tour                            | 1984, 1989   | Consort of Musicke                                                       | 0                     | 34         |
| My Spirit Sang All Day                           | 1988         |                                                                          | 25                    | 25         |
| New Day                                          | 1980         |                                                                          | 9                     | 15         |
| Nightsong                                        | 1997         | Blandade                                                                 | 5                     | 15         |
| The Quiet Heart - Choral Essays Vol.1            | 2006         |                                                                          | 19                    | 19         |
| Reflections - Choral Essays Vol.2                | 2008         |                                                                          | 20                    | 20         |
| In This Quiet Moment - Choral Essays Vol.3       | 2010         |                                                                          | 18                    | 18         |
| Rejoice and be Merry!                            | 2008         | Mormon Tabernacle Choir och Orchestra at Temple Square                   | 6                     | 11 (19)    |
| Renaissance (Works by Josquin Desprez)           | 1993         |                                                                          | 21                    | 21         |
| Sacred Bridges                                   | 2005         | Sarband                                                                  | 7                     | 12         |
| Simple Gifts                                     | 2008         |                                                                          | 16                    | 16         |
| Six                                              | 2005         |                                                                          | 6                     | 6          |
| Spem in alium                                    | 2006         | (One interview track)                                                    | 1                     | 2          |
| Street Songs                                     | 1998         | Evelyn Glennie (percussion)                                              | 7?                    | 18         |
| Tribute to the Comedian Harmonists               | 1985         | Piano                                                                    | 6?                    | 16         |
| The Triumphs of Oriana                           | 2002, 2006   |                                                                          | 25?                   | 25         |
| Three Musical Fables                             | 1983         | Cambridge Singers och City of London Sinfonia                            | 0                     | 3          |
| Watching the White Wheat                         | 1986         | Blandade                                                                 | 9                     | 16         |

Många av King's Singers arrangemang finns utgivna på noter.